# Premi Lumière 2008
La cerimonia di premiazione della 13ª edizione dei Premi Lumière si è svolta il 13 febbraio 2008 all'Hôtel de Ville di Parigi.

## Vincitori
- Miglior film: Lo scafandro e la farfalla (Le Scaphandre et le Papillon), regia di Julian Schnabel
- Miglior regista: Abdellatif Kechiche - Cous cous (La graine et le mulet)
- Migliore sceneggiatura: Alfred Lot - La camera dei morti (La Chambre des morts)
- Miglior attrice: Marion Cotillard - La vie en rose (La Môme)
- Miglior attore: Mathieu Amalric - Lo scafandro e la farfalla (Le scaphandre et le papillon)
- Migliore promessa femminile: Hafsia Herzi - Cous cous (La graine et le mulet)
- Migliore promessa maschile: Jocelyn Quivrin - 99 francs
- Miglior film francofono: Délice Paloma, regia di Nadir Moknèche
- Premio del pubblico mondiale: La vie en rose (La Môme), regia di Olivier Dahan
- Premio della CST: Éric Gautier - Into the Wild - Nelle terre selvagge (Into the Wild)
- Premio Lumière onorario: Jean-Pierre Marielle